# KFC Olympic Burst
KFC Olympic Burst was een Belgische voetbalclub uit Burst. De club was bij de KBVB aangesloten met stamnummer 3901 en had zwart en blauw als kleuren. De ploeg speelde zijn thuiswedstrijden in het Oudendijkstadion.

## Geschiedenis
De club sloot zich op 20 augustus 1943 aan bij de Belgische Voetbalbond. Burst ging er spelen in de provinciale reeksen. De club bleef daar de volgende decennia spelen. Men haalde ooit Tweede Provinciale, maar zakte al snel terug naar Derde. In het seizoen 2009/10 werd Burst reekswinnaar in Derde Provinciale D en keerde zo na lange afwezigheid terug naar Tweede Provinciale. Na 2 seizoenen zakte Burst echter in 2011/12 terug naar Derde. Vanaf het seizoen 2015/2016 speelt de club weer in de Tweede Provinciale. Het seizoen 2021 - 2022 werd het laatste seizoen van bestaan na 78 jaar. Het stamnummer werd overgedragen aan Olsa Brakel B.

## Fusieplannen
In de toekomst zijn er plannen om de vier overgebleven voetbalclubs uit Erpe-Mere (SK Aaigem, KRC Bambrugge, KFC Olympic Burst en FC Mere) te laten fuseren. Er zou dan een nieuw stadion gebouwd worden op het domein Steenberg. Men hoopt tegen 2015 met deze plannen klaar te zijn.
Het is echter nu al zeker dat de fusie ten vroegste in 2016 zal plaatsgrijpen, omdat eerst de multifunctionele zaal op Steenberg gebouwd moet worden (bron: gemeente Erpe-Mere). De nieuwe voetbalclub zal verdergaan met het stamnummer van KRC Bambrugge dat in Eerste Provinciale speelt, de andere ploegen spelen namelijk in lagere reeksen. Er kan vrijwel met zekerheid gesteld worden dat er zwart in de clubkleuren zal voorkomen, omdat de vier clubs die nog actief zijn, evenals de drie clubs die opgingen in FC Mere, allemaal zwart in hun clubkleuren dragen. In de clubnaam zal de K van Koninklijke en Erpe-Mere voorkomen, over de verdere invulling van de naam is nog niets bekend.
Uiteindelijk is de samensmelting tot Erpe-Mere United doorgegaan in 2021 zonder KFCO Burst, en heeft de ploeg beslist zichzelf op te heffen na het laatste seizoen 2021/2022. Daarin werd Burst nog 4e in 2e Provinciale B. 

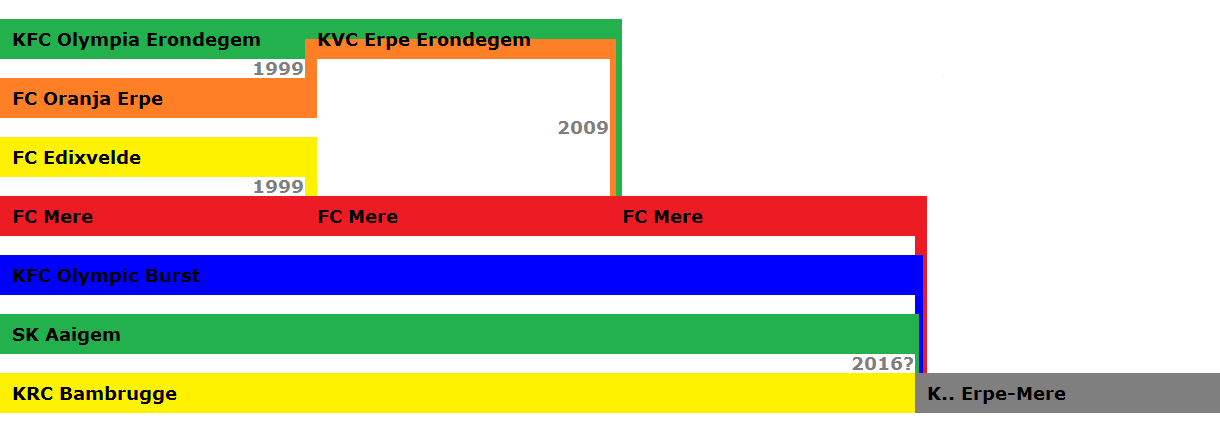
Fusieverloop